# Goldene Kamera

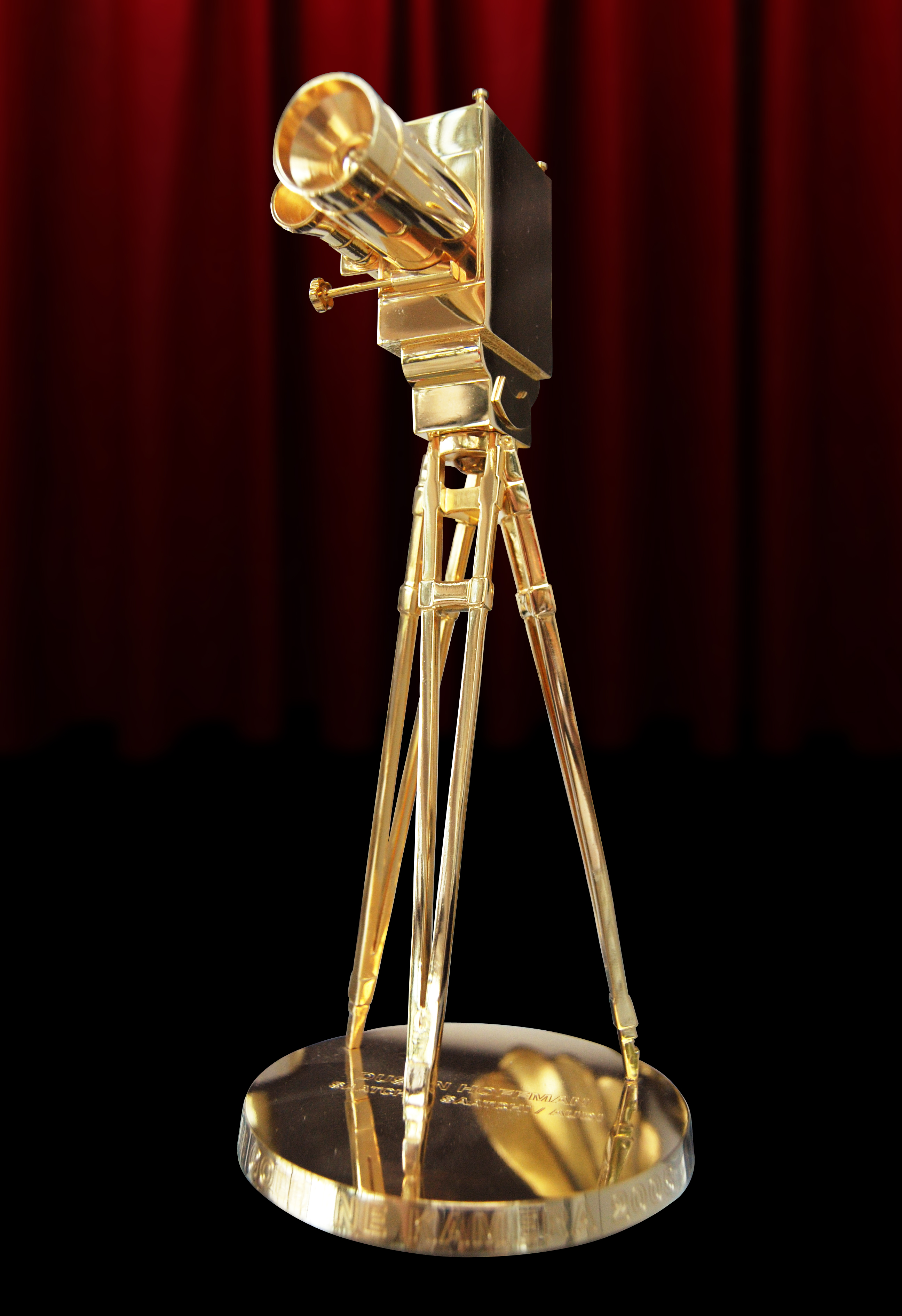
Die Goldene Kamera

Die Goldene Kamera war ein deutscher Film- und Fernsehpreis, der bis 2019 von der Funke Mediengruppe verliehen wurde. Zuvor war er von 1966 bis 2015 der Preis der Fernsehzeitschrift Hörzu des Axel-Springer-Verlags.
Deutsche Schauspieler und internationale Hollywood-Stars wurden einmal im Jahr auf einer Gala mit der goldenen Trophäe für herausragende Leistungen ausgezeichnet. Die Preisvergabe war nicht auf Fernseh- und Filmschaffende begrenzt, auch wenn sie den Schwerpunkt der Ausgezeichneten bildeten. Auch Musik-Acts zählten regelmäßig zu den Preisträgern.
Die 54. Verleihung der Preise, die Goldene Kamera 2019, fand am 30. März 2019 statt. Danach wurde die Goldene Kamera eingestellt, die letzte Verleihung einer Goldenen Kamera sollte ursprünglich am 21. März 2020 stattfinden. Wegen einer möglichen Gefährdung durch das Virus SARS-CoV-2 wurde die Veranstaltung auf den 12. November 2020 verschoben. Aufgrund der anhaltenden Pandemie konnte jedoch auch dieser Termin nicht eingehalten werden.

## Geschichte
Erfinder der Goldenen Kamera ist Hans Bluhm, ein gebürtiger Wittenberger und damaliger Chefredakteur der Hörzu, später der Welt am Sonntag und der Bild am Sonntag.
Während die Verleihung anfänglich nur im kleinen Rahmen mit einigen hundert Gästen stattfand, wird die Goldene Kamera mittlerweile in einer großen Fernseh-Gala mit bis zu 1200 Gästen vergeben. Von 1966 bis 1974 moderierte der damalige Hörzu-Chefredakteur Hans Bluhm die Gala. Seit 1975 führen verschiedene Showgrößen wie Thomas Gottschalk oder Hape Kerkeling durch den Abend der Preisverleihung.
Die Verleihung der Goldenen Kamera war früher stark an die Fernsehzeitschrift Hörzu gebunden. Als die Zeitschrift noch zum Axel-Springer-Verlag gehörte, richtete sie die Verleihung aus. 2014 übernahm die Funke Mediengruppe die Tageszeitungen Berliner Morgenpost, Hamburger Abendblatt und Bergedorfer Zeitung und einige Zeitschriften von der Axel Springer SE, darunter auch die Hörzu. Damit wurde die Verleihung nicht mehr unter dem Dach der Axel Springer SE veranstaltet. Seit der 51. Verleihung war die Funke-Mediengruppe Ausrichter der Gala.

## Finanzielle Unterstützung durch die Stadt Hamburg
Seit 2015 zahlte die Stadt Hamburg der Funke-Mediengruppe jährlich 150.000 € für die Verleihung der Goldenen Kamera in Hamburg. Das Geld kam aus den Einnahmen der Kultur- und Tourismustaxe.

## Trophäe
Die Goldene Kamera wurde von dem Berliner Künstler Wolfram Beck geschaffen. Beck orientierte sich bei der Erschaffung an einer Farnsworth-Kamera, der ersten elektronischen Kamera der Welt. Hergestellt wurde die Goldene Kamera – die es zeitweise auch als Silberne und Bronze-Kamera gab – in den meisten Jahren in der Silberwarenmanufaktur Koch & Bergfeld in Bremen. Das Kameramodell bestand aus 18 Karat vergoldetem Sterlingsilber, war 25 cm hoch und wog etwa 900 g. Abhängig vom aktuellen Silberpreis hatte die Trophäe somit Stand Februar 2013 einen Materialwert von rund 625 Euro. Mit Ausnahme der Schauspieler-Nachwuchspreise war die Auszeichnung ansonsten undotiert.

## Auswahl der Preisträger
Ein fester Bestandteil seit der ersten Verleihung im Jahr 1966 war die Hörzu-Leserwahl, die im Jahr 2016 ausgeweitet wurde. Seit der 51. Verleihung konnten die Leser aller Programmzeitschriften und die der Tageszeitungen der Funke Mediengruppe ihre Favoriten in vorgegebenen Kategorien wählen.
Im Jahr 2003 erfolgte die Wahl der nationalen Preisträger durch die Goldene-Kamera-Academy. Hierbei handelt es sich um ein Experten-Gremium von Preisträgern der vergangenen Jahre. Die Runde wurde von Hörzu-Chefredakteur Jörg Walberer ins Leben gerufen. Seit der Goldenen Kamera 2008 wurde der Preis in festgelegten Kategorien verliehen. Die Jury wurde dabei im jährlichen Wechsel von namhaften Vertretern aus Film und Fernsehen unterstützt.

### Jury
Viele der Preisträger wurden von einer Jury gewählt, der der Chefredakteur von Hörzu, TV Digital, Gong sowie Bild+Funk vorsaß. Zudem zählten zu der Jury Mitglieder der Hörzu-Redaktion (die Zeitschrift richtete den Preis bis zur 50. Preisverleihung aus) und Vertreter aus Film und Fernsehen.
Über das Verfahren schrieb die Goldene Kamera: „Wer sich am Ende in geheimer Wahl durchsetzen konnte, erfahren auch die Jurymitglieder erst […] im Rahmen der ZDF Live-Übertragung der Gala.“
Nach eigener Darstellung waren hier „die entscheidenden Punkte: Hat mich der Film berührt? Ragt die Qualität der Macher und Hauptdarsteller aus der Vielzahl heraus?“

## Kritik
Im Rahmen des Gosling-Gates sollte die Goldene Kamera für La La Land als Bester Film international 2017 an dessen Hauptdarsteller Ryan Gosling übergeben werden. Dabei wurde von einer falschen Agentur ein Double vermittelt, das nur unter der Bedingung einer kurzfristig ermöglichten Preisverleihung an der Gala teilnahm. Die Agentur und das Double wurden von Circus HalliGalli gestellt. Im Folgenden wurde durch die Sendung kritisiert, dass die Jury internationale Sieger nur nach Verfügbarkeit der Schauspieler auswählen würde. Circus HalliGalli gab im Anschluss die Goldene Kamera zurück.
Bezogen auf diesen Vorfall äußerten sich die Verantwortlichen der Goldenen Kamera gegenüber der Welt.

„In einer Stellungnahme erklärt der Verlag auf Nachfrage der „Welt“ nun seine Sichtweise des Geschehens. Ryan Gosling, einer der Hauptdarsteller von „La La Land“, habe seit Ende vergangenen Jahres „ganz oben auf der Liste der Redaktion für eine Goldene Kamera“ gestanden. Es sei aber nicht möglich gewesen, ihn für die Veranstaltung in Hamburg zu gewinnen. „Umso erfreulicher schien es“, so die Stellungnahme, „dass sich Anfang Februar eine Agentur meldete und anbot, den ‚La La Land‘-Hauptdarsteller Ryan Gosling zu vermitteln.“ Nun war die Kategorie für den besten Schauspieler bereits an Colin Farrell vergeben, der offenbar leichter zu haben war als der Mann der Stunde, Ryan Gosling. Der selbst zu keinem Zeitpunkt ahnte, dass ihm ein deutscher Medienpreis in Hamburg verliehen werden sollte. „Deshalb entschied sich die Redaktion der Goldenen Kamera den Film ‚La La Land‘ auszuzeichnen und den Preis stellvertretend für das gesamte Film-Team Ryan Gosling zu übergeben.“ Der Verlag: „Das ist kein ungewöhnliches Verfahren.““

## Preisträger
Die meisten Goldenen Kameras wurden bisher an Rudi Carrell, Thomas Gottschalk, Günther Jauch und Loriot verliehen. Sie erhielten die Auszeichnung je vier Mal – Carrell in den Jahren 1974, 1982, 1991 und 2006, Gottschalk in den Jahren 1983, 1985, 1994 und 2002, Jauch in den Jahren 1988, 2001, 2011 und 2016 sowie Loriot in den Jahren 1969, 1977, 2003 und 2015 (posthum). Immerhin drei Mal ging der Preis an Peter Alexander (1969, 1979, 1983), Iris Berben (1987, 2004, 2012), Frank Elstner (1976, 1983, 1999), Uschi Glas (1983, 1989, 1994), Christiane Hörbiger (1987, 2001, 2018), Harald Juhnke (1980, 1995, 2000), Hape Kerkeling (1990, 2005, 2015), Witta Pohl (1985, 1987, 1993), Hans Rosenthal (1974, 1979, 1984) und Harry Valérien (1965, 1976, 1988).

### Schauspieler-Preise
Eine Auswahl der mit der Goldenen Kamera ausgezeichneten Schauspieler seit Einführung der regulären Kategorien „Schauspieler/-in – National“ und „Schauspieler/-in – International“ im Jahr 2002 sowie eine Auswahl der mit dem Lebenswerk ausgezeichneten Darsteller (National/International).
| Jahr | Schauspieler/-in – National             | Lebenswerk – National      | Schauspieler/-in – International         | Lebenswerk – International               |
| ---- | --------------------------------------- | -------------------------- | ---------------------------------------- | ---------------------------------------- |
| 2019 | Albrecht Schuch und Anna Schudt         |                            | Jessica Chastain                         | Vanessa Redgrave                         |
| 2018 | Volker Bruch und Petra Schmidt-Schaller | Christiane Hörbiger        | Ewan McGregor und Naomi Watts            | Liam Neeson                              |
| 2017 | Wotan Wilke Möhring und Lisa Wagner     | Dieter Thomas Heck         | Colin Farrell und Nicole Kidman          | Jane Fonda                               |
| 2016 | Jörg Hartmann und Maria Simon           |                            | Gerard Butler und Julianne Moore         | Helen Mirren                             |
| 2015 | Ulrich Matthes und Martina Gedeck       |                            | Kevin Spacey                             | Arnold Schwarzenegger und Susan Sarandon |
| 2014 | Nadja Uhl und Thomas Thieme             | Bruno Ganz                 | Gwyneth Paltrow und Matthew McConaughey  | Diane Keaton                             |
| 2013 | Claudia Michelsen und Charly Hübner     | Dieter Hallervorden        | Sigourney Weaver und Clive Owen          | Al Pacino                                |
| 2012 | Nina Kunzendorf und Dietmar Bär         | Mario Adorf                | Scarlett Johansson und Denzel Washington | Morgan Freeman                           |
| 2011 | Anna Loos und Ulrich Tukur              | Armin Mueller-Stahl        | Renée Zellweger und John Travolta        | Michael J. Fox                           |
| 2010 | Senta Berger und Matthias Schweighöfer  | Joachim Fuchsberger        | Diane Kruger und Richard Gere            | Danny DeVito                             |
| 2009 | Anja Kling und Christian Berkel         |                            | Meryl Streep und Daniel Craig            | Clint Eastwood                           |
| 2008 | Ulrike Krumbiegel und Matthias Brandt   | Alfred Biolek              | Hilary Swank                             | Robert De Niro                           |
| 2007 | Corinna Harfouch und Edgar Selge        | Liselotte Pulver           | Nicolas Cage                             |                                          |
| 2006 | Barbara Rudnik und Ulrich Noethen       | Rudi Carrell               | Charlize Theron                          |                                          |
| 2005 | Alexandra Maria Lara und Herbert Knaup  |                            | Bruce Willis                             | Jerry Lewis und Goldie Hawn              |
| 2004 | Nicolette Krebitz und Michael Mendl     |                            | Jack Nicholson und Sylvester Stallone    | Tony Curtis                              |
| 2003 | Martina Gedeck und Jürgen Vogel         | Vicco von Bülow („Loriot“) | Salma Hayek und Hugh Grant               | Dustin Hoffman                           |
| 2002 | Heike Makatsch und Heino Ferch          | Johannes Heesters          | Cate Blanchett                           |                                          |

Für Nachwuchsdarsteller wurde separat der mit 20.000 Euro dotierte Goldene Kamera Nachwuchspreis vergeben.

### Preise für den Bereich des österreichischen Fernsehens
Von 1961 bis 1986 erschien Hörzu auch in einer Österreich-Ausgabe. Demgemäß gab es (zusätzliche) Nominierungen sowie Prämierungen für den Bereich des österreichischen Fernsehens. 1970 wurde erstmals (möglicherweise ausschließlich) für die Domäne des österreichischen Fernsehens die Publikumskamera ausgeschrieben, deren erster Preisträger Heinz Conrads war. Preisträger waren auch Hugo Portisch und Sepp Riff für die Serie Österreich II im Jahr 1983.

## Preisverleihung
Im Laufe der Jahre wurde die Goldene Kamera in verschiedenen Örtlichkeiten, unter Einsatz verschiedener Moderatoren, vergeben. Seit 1987 wurde die Verleihung im Fernsehen übertragen; zunächst abwechselnd von ARD und ZDF, seit 1994 ausschließlich vom ZDF.
2009 fand keine Verleihung im Rahmen einer Gala statt. Die Preisträger wurden bei einer Pressekonferenz bekanntgegeben. Vorausgegangen war eine Pressemitteilung der Axel Springer AG vom 8. Dezember 2008. Springer meldete, dass alle Veranstaltungen im Jahr 2009, darunter auch die Verleihung der Goldenen Kamera, abgesagt würden. Begründet wurde die Absage mit der internationalen Finanzkrise. Der Verlag wolle mit der Sparmaßnahme Entlassungen verhindern. Im Jahr darauf wurde die Auszeichnung wie gewohnt im Gala-Rahmen vergeben.
(In Klammern steht das Jahr der Goldenen Kamera, nicht das Jahr der Verleihungsgala, die bis 1996 immer im Folgejahr stattfand. Zum Beispiel fand die Verleihung der Goldenen Kamera 1996 im Februar 1997 statt.)

### Austragungsorte
- Hangar 6 und 7 des ehemaligen Flughafens Tempelhof in Berlin (2014, 2019)
- Hamburg Messe in Hamburg (2015, 2016, 2017, 2018)
- Ullstein-Halle im Verlagshaus der Axel Springer AG in Berlin (2005, 2006, 2007, 2008, 2010, 2011, 2012, 2013)
- Konferenzraum Ullstein der Axel Springer AG (2009)
- Konzerthaus am Gendarmenmarkt in Berlin (1993, 1994, 1995, 1996, 1998, 1999, 2000, 2001, 2002, 2003, 2004)
- Deutsches Theater in Berlin (1992)
- Verlagshaus der Axel Springer AG in Berlin (1966, 1967, 1969, 1971, 1972, 1980, 1981, 1982, 1983, 1985, 1986, 1987, 1988, 1990, 1991)
- Martin-Gropius-Bau in Berlin (1989)
- Kongresshalle in Berlin (1977, 1978, 1984)
- Deutschlandhalle in Berlin (1976, 1979)
- Westfalenhallen in Dortmund (1975)
- Alsterdorfer Sporthalle in Hamburg (1974)
- Hotel Vier Jahreszeiten in Hamburg (1965, 1968, 1970, 1973)

### Moderation
Die meisten Moderationen übernahm bisher Thomas Gottschalk (13-mal), gefolgt von Hans Bluhm (9-mal) und Werner Veigel (7-mal).
Im Laufe der Jahre wurde die Verleihung der Goldenen Kamera von den folgenden Personen moderiert:
(In Klammern steht das Jahr der Goldenen Kamera, nicht das Jahr der Verleihungsgala, die bis 1996 immer im Folgejahr stattfand. Zum Beispiel fand die Verleihung der Goldenen Kamera 1996 im Februar 1997 statt.)
- Thomas Gottschalk (1992, 1993, 1994, 1995, 1999, 2003, 2004, 2005, 2006, 2007, 2008, 2015, 2016)
- Steven Gätjen und Jeannine Michaelsen (2019)
- Steven Gätjen (2017, 2018)
- Michelle Hunziker und Hape Kerkeling (2014)
- Hape Kerkeling (2010, 2011, 2012, 2013)
- Frank Elstner (2009)
- Désirée Nosbusch (2001, 2002)
- Ulla Kock am Brink (2000)
- Tommi Ohrner (1998)
- Senta Berger (1996)
- Ulrich Wickert und Sabine Sauer (1991)
- Iris Berben und Günther Jauch (1990)
- Diverse Jubiläumslaudatoren („Chronisten“) (1989)
- Jan Hofer und Sabine Sauer (1988)
- Carolin Reiber und Wilhelm Wieben (1987)
- Sabine Sauer und Wilhelm Wieben (1985, 1986)
- Joachim Fuchsberger (1984)
- Werner Veigel (1977, 1978, 1979, 1980, 1981, 1982, 1983)
- Dieter Kürten und Frank Elstner (1975, 1976)
- Peter Bachér (1974)
- Hans Bluhm (1965, 1966, 1967, 1968, 1969, 1970, 1971, 1972, 1973)

### Zuschauerzahlen der Fernsehübertragungen
| Jahr | Zuschauerzahl | Quelle |
| ---- | ------------- | ------ |
| 1990 | 12,46 Mio.    | [ 14 ] |
| 2014 | 3,47 Mio.     | [ 14 ] |
| 2017 | 3,09 Mio.     | [ 14 ] |
| 2018 | 3,14 Mio.     | [ 16 ] |
| 2019 | 2,36 Mio.     |        |